# 堀祐平
堀 祐平（ほり ゆうへい、1877年（明治10年）3月11日 - 1955年（昭和30年）1月5日）は、日本の実業家・政治家。
堀祐織物創業者。桐生体育協会初代会長。桐生市議会議員（4期）を務めた。

## 来歴
長野県上高井郡井上村（現在の須坂市）出身。20歳の頃、群馬県山田郡桐生町（現在の桐生市）に移住し機業を営む。緯糸に人造絹糸、経糸に絹糸を使用したリボン織を考案し、人絹織物の商品化に成功した。
1925年（大正14年）5月10日、桐生市会議員に当選。1928年（昭和3年）4月1日、群馬県体育協会理事に就任。同年11月3日に桐生市体育協会長に就任。新川運動場（後の桐生新川球場、現在の新川公園）の建設を推進し、市内の体育施設の整備に尽力した。1953年（昭和28年）5月3日、新川運動場に堀祐平翁頌徳碑が建てられ、これを記念して第一回堀マラソン大会が開催された。
桐生市巴町一丁目に織物工場と邸宅が残されており、旧堀祐織物工場は美容室に、旧邸宅は欧風料理店に改修されている。旧堀祐織物工場は2006年（平成18年）3月2日に、旧堀家住宅は2015年（平成27年）8月4日に国の登録有形文化財となっている。